# Alois Auer
Pour les articles homonymes, voir Auer.
Alois Auer Ritter von Welsbach, né le 11 mai 1813 à Wels (Autriche) et mort le 10 juillet 1869 à Hietzing près de Vienne, est un imprimeur, inventeur et illustrateur botanique autrichien.

## Biographie

### Famille
Fils de Matthias Auer et de Maria Anna Mayr, Alois Auer épouse en octobre 1849 Therese Neuditschka. Ils ont quatre enfants : Alois, Carl (futur chimiste et inventeur), Leopoldine et Amalie. En 1860, la famille Auer reçoit le titre héréditaire de chevalier de Welsbach, Ritter von Welsbach (le titre est intégré au nom). Carl sera élevé au rang de Freiherr (équivalent de baron) en 1901.

### Activité

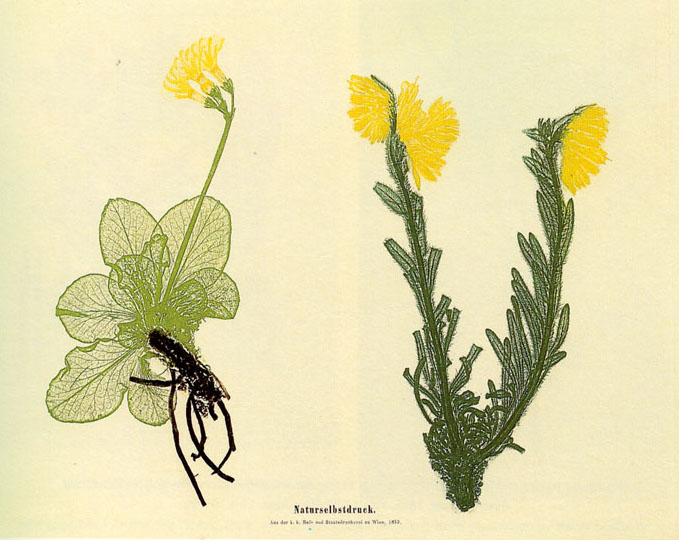
Impression naturelle et galvanotypie.

Alois Auer débute comme apprenti typographe dans une imprimerie de sa ville natale. Puis il entreprend des études d’italien. Il devient en 1837 professeur d’italien au lycée de Linz. Au cours de ses voyages en Allemagne, en Italie, en Suisse, en France, en Angleterre, il s’intéresse aux langues. Il étudie par ailleurs les techniques typographiques et devient en 1841 directeur de l’Imprimerie impériale de Vienne (kaiserlich-königliche Hof- und Staatsdruckerei) jusqu'en 1862. Il collationne un grand nombre de polices typographiques ornementales dans pratiquement tous les langages du monde. Il invente un système typométrique pour faciliter l’usage d’alphabets étrangers et de types ornementaux. Il cherche à améliorer les presses automatiques à grande vitesse et les nouveaux procédés typographiques. En 1858, il dépose un brevet pour une presse à imprimer les journaux avec du papier en rouleau, développée et fabriquée aux États-Unis cinq ans plus tard par William Bullock.
Il développe son procédé d’« impression naturelle » pour représenter à taille réelle des spécimens botaniques qui sont pressés entre deux plaques, une d’acier, une de plomb. La plaque de plomb reçoit l’empreinte, qui est reproduite par galvanotypie. Auer écrit et édite divers ouvrages sur ses techniques, sur l’imprimerie. Ses ouvrages sont parmi les premiers à intégrer des photographies. Il est également l’auteur du premier ouvrage se rapportant à la macrophotographie.

## Publications

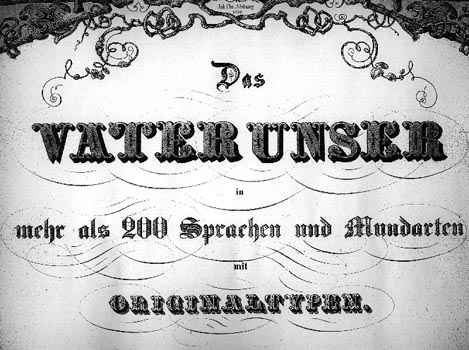
Titre de Das Vater Unser (Le Notre Père).

- Die Sprachenhalle oder das Vaterunser in 608 Sprachen, le Notre Père en 608 langues, en caractères romains (1844)
- Das Vaterunser in 206 Sprachen, en 206 langues, dans les alphabets nationaux (1847)
- Découverte du procédé d’impression naturelle, 1853
- Der polygraphische Apparat der Wiener K. K. Hof- und Staatsdruckerei (l’appareil polygraphique à la cour et à l’imprimerie d’état de Vienne) (1855)